# Universiteit van Lancaster
De Lancaster-universiteit (Engels: Lancaster University), officieel de Universiteit van Lancaster (The University of Lancaster), is een Britse universiteit in de Engelse stad Lancaster in het graafschap Lancashire. De universiteit staat volgens een onderzoeksevaluatie van 2008 op de 16e plaats gerangschikt als onderzoeksinstelling in het Verenigd Koninkrijk en op de 11e plaats met betrekking tot onderzoeksintensiteit waarbij het departement fysica de hoogste kwaliteitsbeoordeling verwierf van de 42 afdelingen fysica in het Verenigd Koninkrijk. Samen met de Universiteit van Durham, de Universiteit van Leeds, de Universiteit van Liverpool, de Universiteit van Sheffield, de Universiteit van Manchester, de Universiteit van Newcastle en de Universiteit van York is Lancaster een lid van de N8 Group van onderzoeksuniversiteiten. Lancaster stond als zesde gerangschikt in de Guardian University Guide van 2011, achtste in de Complete University Guide van 2011, achtste in de Times Higher Education Table en tiende in de Good University Guide van 2011.
Lancaster is een universiteit die bestaat uit verscheidene colleges. Voor de belangrijkste functies wordt het opgedeeld in drie centrale faculteiten en negen colleges. De faculteiten doen aan onderzoek en bieden gecentraliseerd onderwijs aan de studenten. De colleges daarentegen zijn verantwoordelijk voor de huisvesting en het welzijn van niet-gegradueerde studenten, gegradueerde studenten, post-doctorale onderzoekers en een deel van het universiteitspersoneel.

## Geschiedenis

### Oorsprong
Na de Tweede Wereldoorlog werd de toekomst van hoger onderwijs voor de Britse regering een belangrijk thema. Het trachtte om te gaan met de noden van een steeds toenemende bevolking en de komst van een nieuwe technologisch tijdperk. Tussen 1958 en 1961 werd hieraan tegemoetgekomen met de aankondiging dat 7 nieuwe zogenaamde plateglassuniversiteiten zouden worden opgericht, waaronder die van de Universiteit van Lancaster.

### Oprichting
De universiteit werd opgericht met het Koninklijk Charter in 1964. Hierin werd bepaald dat prinses Alexandra van Kent de eerste kanselier werd. Haar inauguratie vond plaats in 1964. Tijdens de ceremonie werden ook verscheidene eredoctoraten uitgedeeld aan hoogwaardigheidsbekleders waaronder de voormalige Britse eerste minister Harold Wilson. Prinses Alexandra beschikte over het kanselierschap tot haar pensioen in 2004. Daarmee was ze de kanselier met de langste ambtstermijn van elke andere Britse universiteit.
In oktober 1964 werden de eerste studenten toegelaten. Aanvankelijk waren er 13 professoren, 32 bijkomende personeelsleden voor onderwijs en onderzoek, 8 bibliothecarissen en 14 beheerders. Het motto van de universiteit luidt "patet omnibus veritas" wat "waarheid is vrij voor iedereen". De eerste studenten wetenschappen werden pas in 1965 toegelaten.
De universiteit was tijdelijk gevestigd in de stad na de oprichting. Een auditorium en de eerste gemeenschappelijk studentenruimte van de universiteit (Junior Common Room) bevond zich in Centenary Church, een voormalige kerk tegenover de oude fabrieksgebouwen van Waring & Gillow waar de studenten aanvankelijk verbleven. Vele nieuwe studenten werden gevestigd in Morecambe. Het Grand Theatre werd gebruikt als belangrijkste auditorium en 112 en 114 in het gebied van St Leonard werden klassen en ontspanningsruimten. De bibliotheek bezette de oude werkplaatsen van Shrigley en Hunt op Castle Hill.

## Belangrijke studierichtingen
- Informatietechnologie
- Bedrijfskunde
- Economie
- Natuurwetenschappen
- Medicijnen
- Talen, waaronder geschiedenis van het Engels, en modern Duits, Chinees, Frans en Spaans
- Rechten
- Filosofie, politicologie en sociologie
- Geschiedenis
- Engelse literatuur

## Culturele instellingen
De universiteit heeft een eigen museum met de naam Peter Scott Gallery, met veel moderne kunst, onder andere abstracte schilderijen van de naamgever, werk van Joan Miró, maar ook etsen uit de 15e-17e eeuw, onder meer van Albrecht Dürer. Verder beschikt ze over een grote bibliotheek, een theater- en een concertzaal, die vooral veel voor uitvoeringen van klassieke muziek wordt gebruikt.